# Fistulinella
Fistulinella là một chi nấm thuộc họ Boletaceae.